# Amedee Reyburn
Amedee Reyburn (25 maart 1879 - februari 1920) was een Amerikaans waterpolospeler en zwemmer.
Amedee Reyburn nam als waterpoloër eenmaal deel aan de Olympische Spelen; in 1904. In 1904 maakte hij deel uit van het amerikaanse team dat het brons wist te veroveren. Hij speelde voor de club Missouri Athletic Club.
Reyburn nam tevens deel aan het onderdeel 4x50 yards vrije slag, zijn team veroverde het brons.